# Pollachius
Genre
Le genre Pollachius concerne deux espèces de poissons marins de la famille des Gadidae. Ils peuvent être appelés Lieu (Lieus au pluriel) ou Colin (d'Atlantique).

## Liste des espèces
Selon FishBase (14 fev. 2016) et World Register of Marine Species (14 fev. 2016) :
- Pollachius pollachius (Linnaeus, 1758) — Lieu jaune
- Pollachius virens (Linnaeus, 1758) — Lieu noir